# Koffsanmuseet
Koffsanmuseet är ett svenskt museum i litet format, som är inrymt i Jakobsbergs bibliotek i Jakobsbergs centrumgalleria i Järfälla kommun sedan 1994 med fynd från Koffsanutgrävningen 1993.
Museet finns i montrar på bibliotekets avdelning för historia. På museet, som invigdes 16 april 1994, visas fynd från utgrävningen av den gamla sjökrogen på ön Koffsan i Mälaren vid sundet öster om Skäftingeholmen (eller Lövholmen). Ön Koffsan ligger i Järfälla kommun i Görvälnviken och ön har sin speciella historia, eftersom Carl von Linné besökte ön på midsommaraftonens morgon 1731. Museet är utformat som en krogmiljö med bord och bänkar. En del av fynden finns nedsänkta i bordet och övriga fynd finns i montrar, i bokhyllorna.

## Minimuseet i bibliotekets läshörnor

Koffsans krogmiljö finns uppbyggd på museet. Monterbordet, som är utformat som ett bockbord, syns i förgrunden med utgrävningsfynd av vilka en del kan ha legat på sjökrogens matbord. Linnés arbetsrum på Hammarby har varit förebild för bänkarna. På väggen syns två "Linnéfönster" med handblåst glas.

I montern finns skärvor av krukor, fat och skålar, som har glaserad vit dekor med mönster, som var vanliga under 1700-talet. Till höger syns två lergökar, eller en så kallad okarina, i keramik som hittades också. En lergök är ett blåsinstrument av typen kärlflöjt.

Monterbordet med utgrävningsfynden är utformad som ett bockbord, som var en vanlig bordsform på 1700-talet. Förebilden till bänkarna vid bordet är Carl von Linnés arbetsrum på Linnés Hammarby. En kopia av Linnés Koffsanflora visas i ett skåp, som har fått sin färg och form efter Linnés vackra skåp, där han förvarade pressade växter. På dörrarnas insidor har skåpet målade siffror, det är en siffra för varje hylla. Växterna sorterades in där enligt Linnés system, Systema naturae. På Koffsanmuseet står möbler intill "Linnéskåpet" som är från IKEA:s 1700-talsserie, det är möbler som IKEA skänkt till biblioteket. 
Bland fynden som visas kan nämnas mynt, krukskärvor, skedar och saxar. Det äldsta myntet var daterat 1668 och det yngsta 1839. De flesta mynten och krukskärvorna hittades runt spisen. Skedar, saxar och sådant påträffades i husets högra del. Exempel på myntsorter som hittades är 1/6 öre silvermynt från 1668, 1686, 1716 och 1718, 1 öre silvermynt från 1706, 1717, 1734, 1745 och 1750, 1 öre kopparmynt från 1719, 1724, 172 och 1726, 1/2 skilling från 1803 och 1805, 1/4 skilling från 1805 och 18065, 1/3 skilling banco från 1835 och 1837, 2/3 shilling banco 1836 och 1839 samt 2 shilling banco från 1836. Från 1835 har alla skillingmynt valutan angiven i skilling.
Bland de keramiska fynden skärvor av fat, skålar och krukor. Glas från flaskor och fönsterrutor och delar av kritpipor (eller rökpipa) hittades. Av järn fanns byggnadsdetaljer, verktyg och redskap. En lergök (eller okarina) hittades också. En okarina är ett blåsinstrument av typen kärlflöjt, oftast gjort av keramik. Kärlflöjten är en ålderdomlig instrumenttyp som hittats i tidiga arkeologiska fyndplatser. Principen att få ljud ur en okarina – och en lergök – påminner annars om den rörformade flöjtens. Skillnaden mellan okarinan och lergöken är att på en lergök är alla fingerhålen lika stora. Detta gör att man på en fyrahåls lergök bara kan få fem toner och på en tiohåls bara elva, medan man på en tiohåls okarina kan få sjutton toner.

## Linné röker kritpipa tillverkad av piplera
Piplera kallas den lera som används för tillverkning av pipor, såsom rökpipa eller kritpipa. Den är vit, plastisk, behåller sin vita färg vid bränning. Carl von Linné rökte kritpipa.

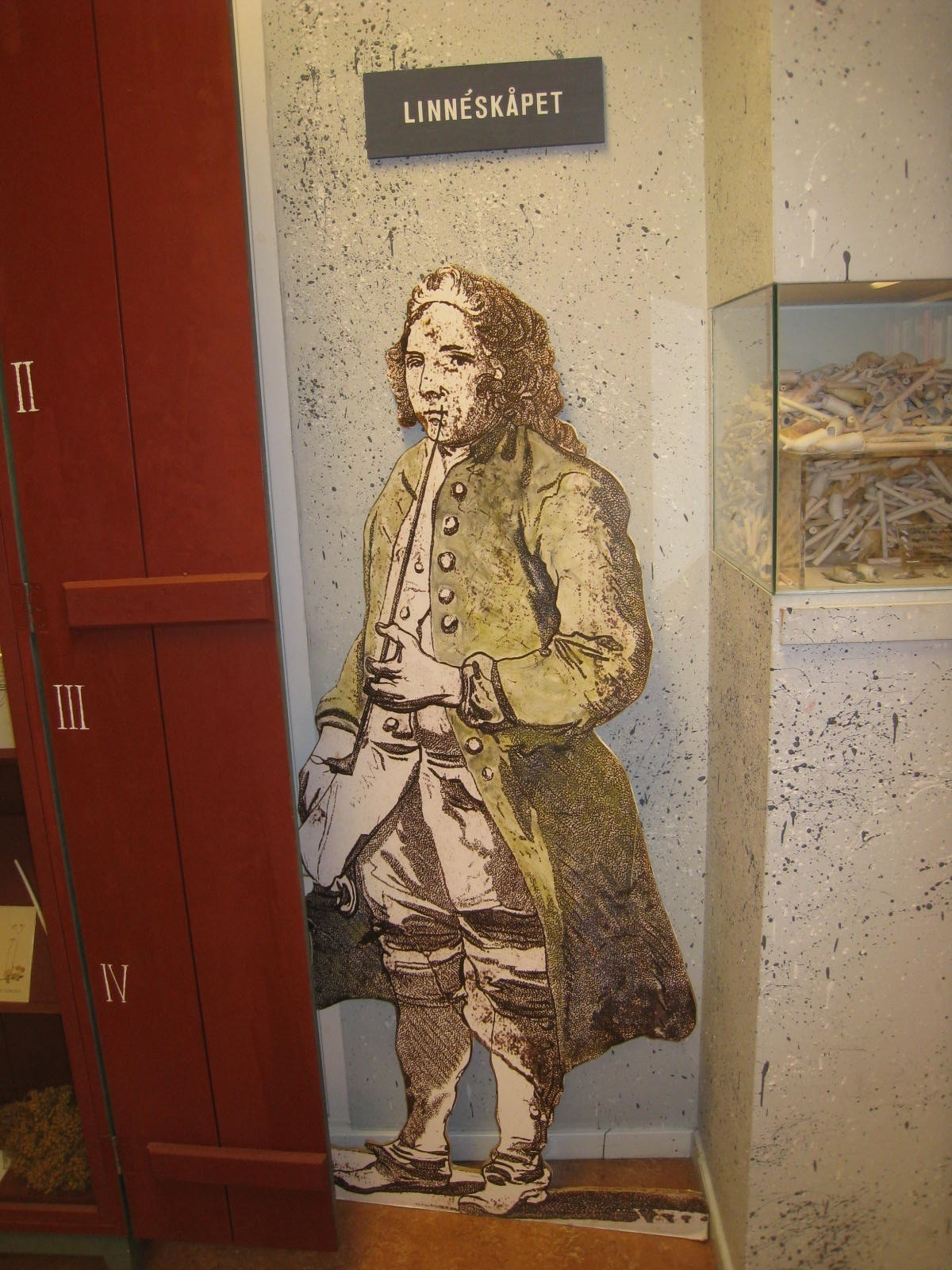
Carl von Linné röker kritpipa vid "Linnéskåpet".
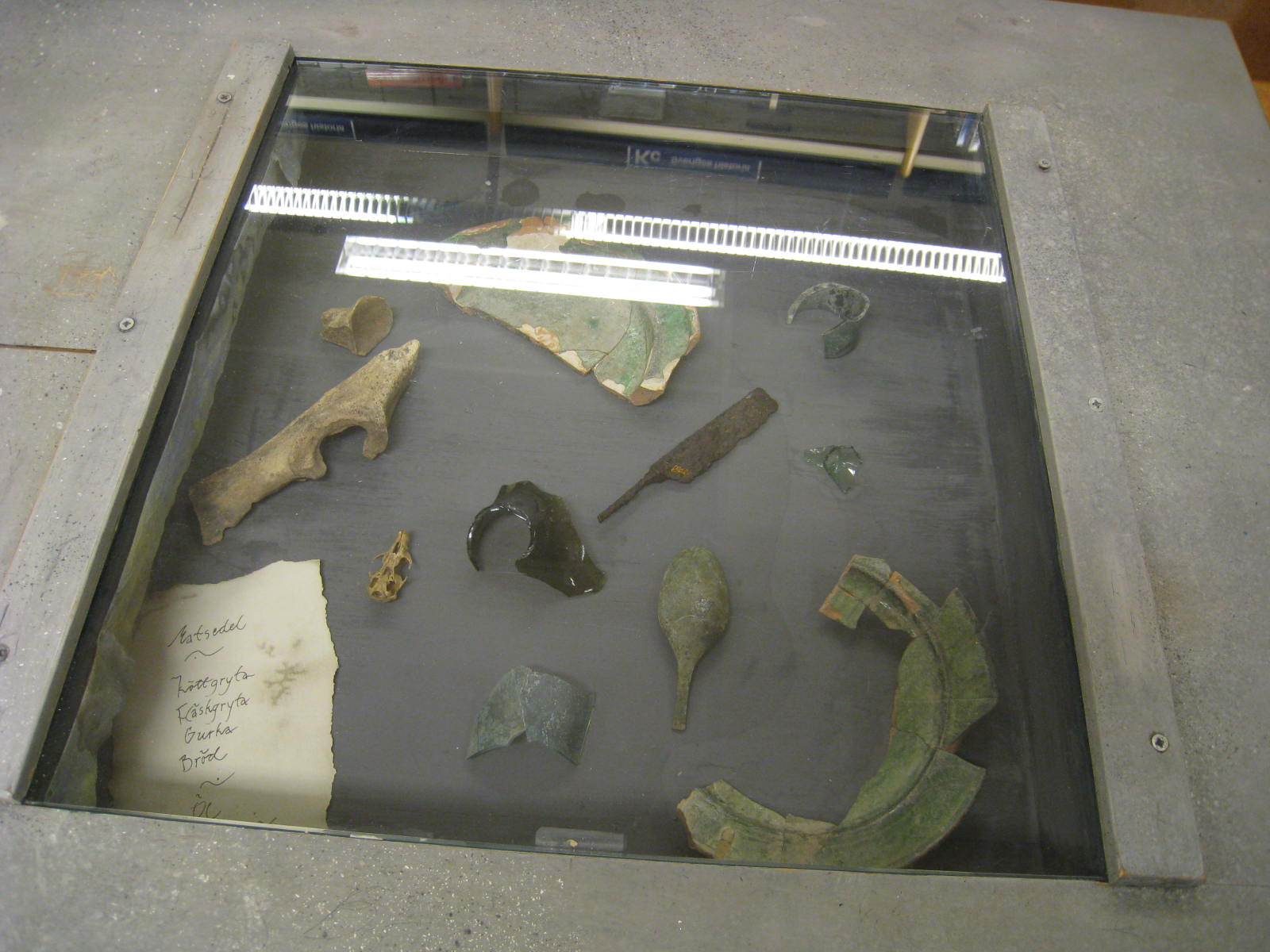
Fynd från utgrävningen, glas, keramik- och järnfynd.
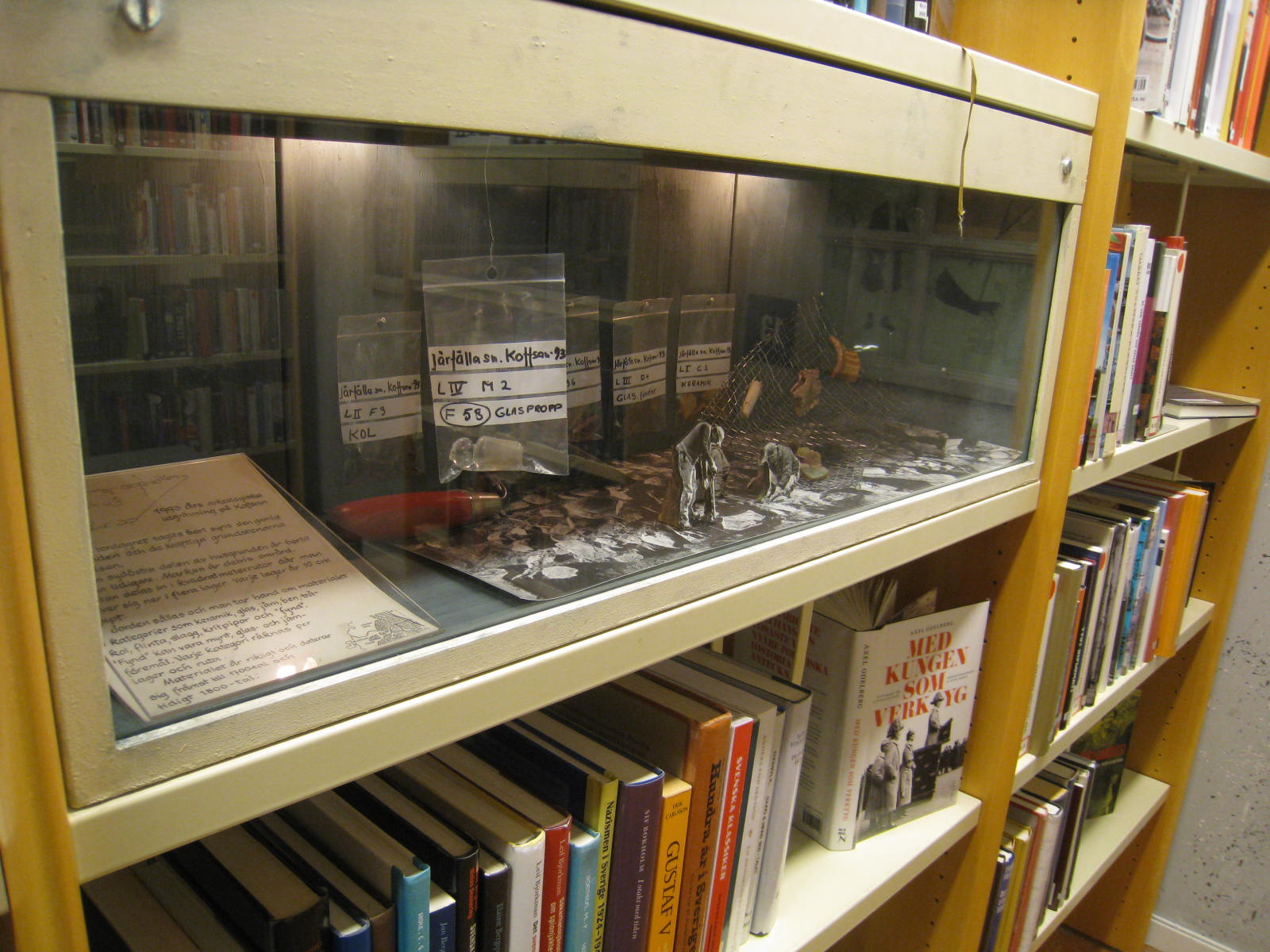
Fynd från utgrävningen, glas, keramik och kol.
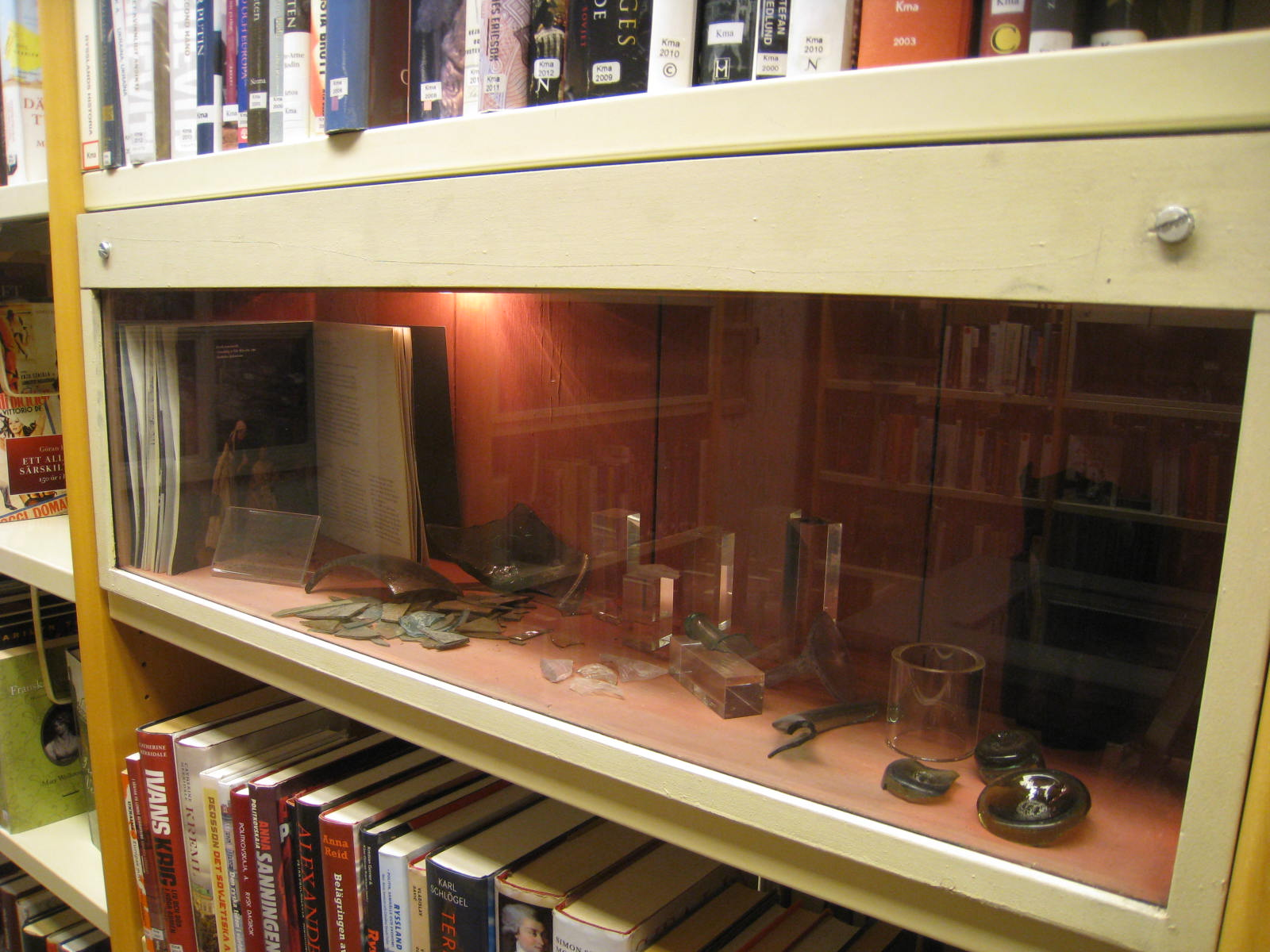
Fynd från utgrävningen, glas och keramik.
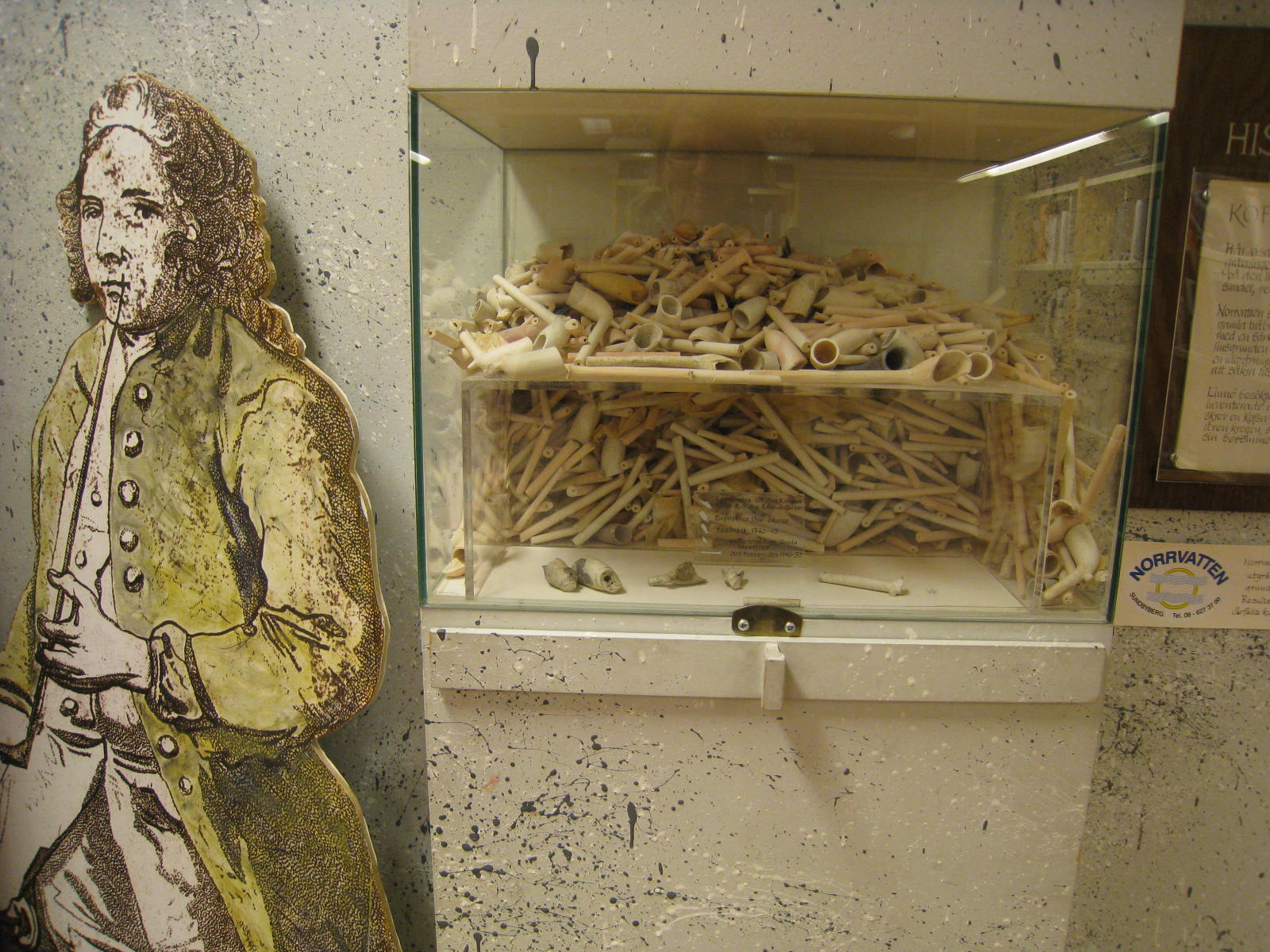
Bland fynden fanns det gott om delar från kritpipor eller rökpipa.
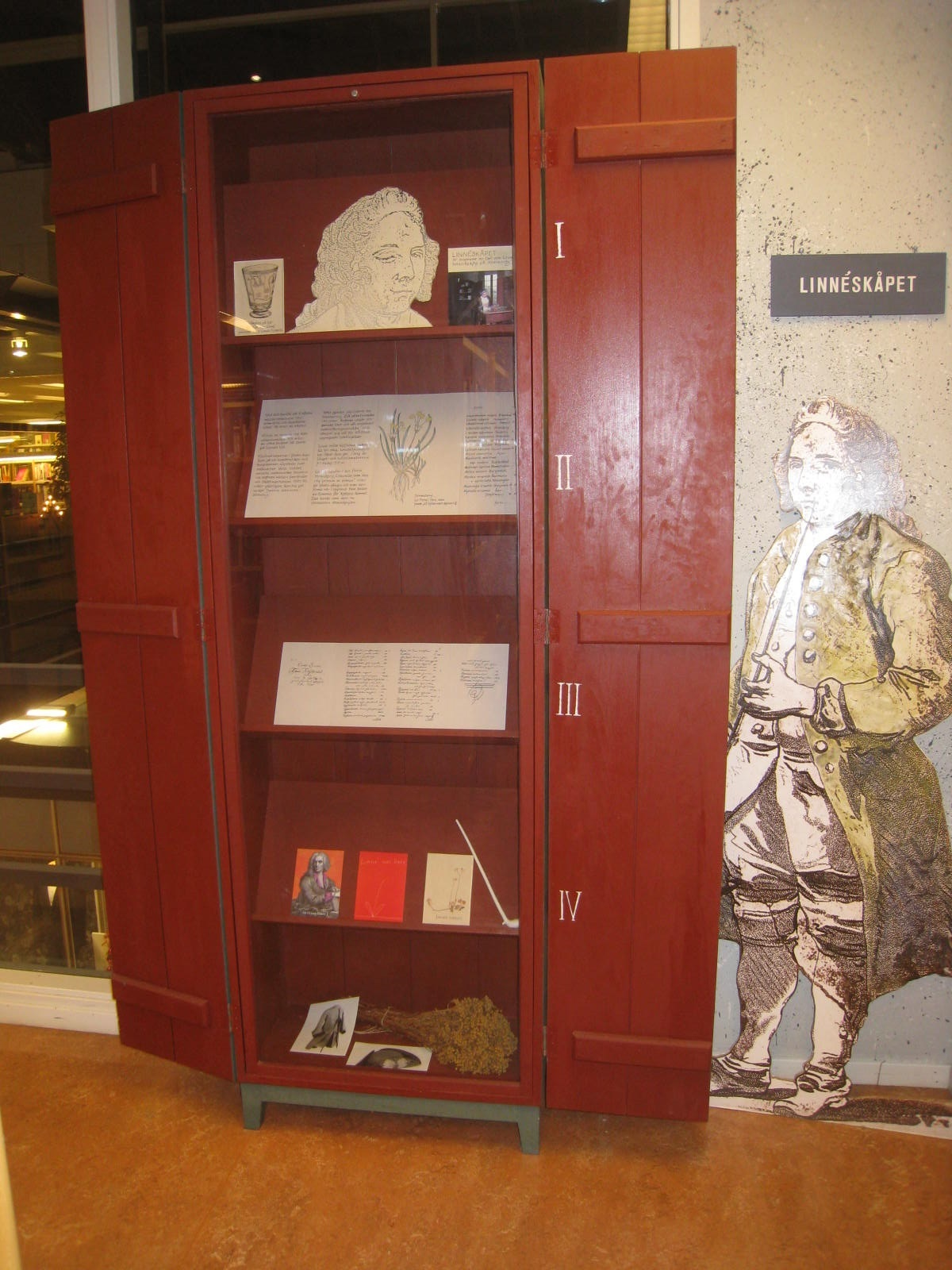
"Linnéskåpet". Hylla I: Linnés Koffsanuppmätning. Hylla II: Koffsanfloran. Hylla III: Dagens växtlighet. Hylla IV: Koffsanväxten.
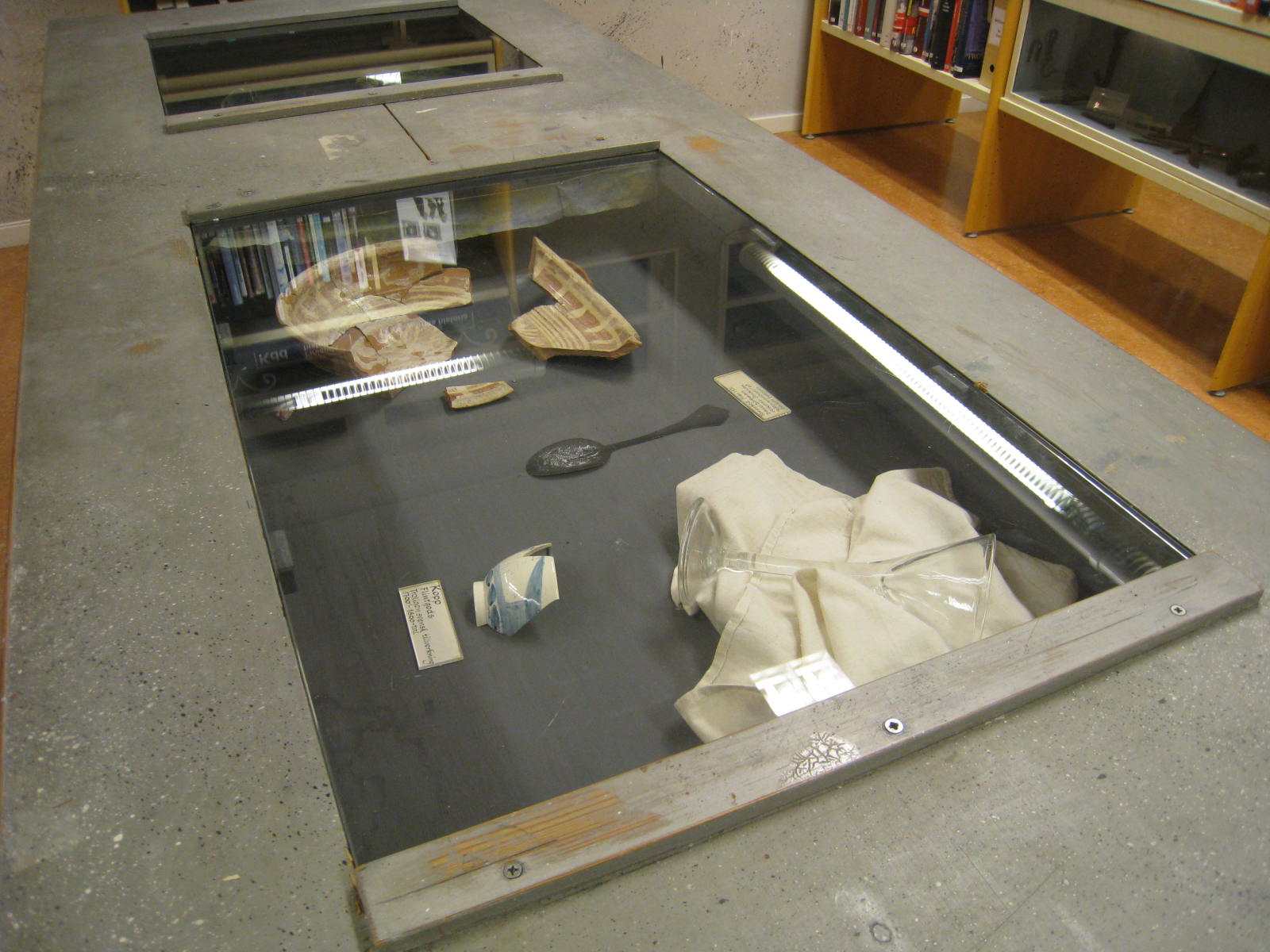
Fynd från utgrävningen med bland annat den stora "Koffsanskålen", som är glaserad med piplera, vilket ger ett enkelt men raffinerat mönster mot det röda lergodset, skärven. Bland fynden fanns också en sked från 1800-talet och ett par knivar.
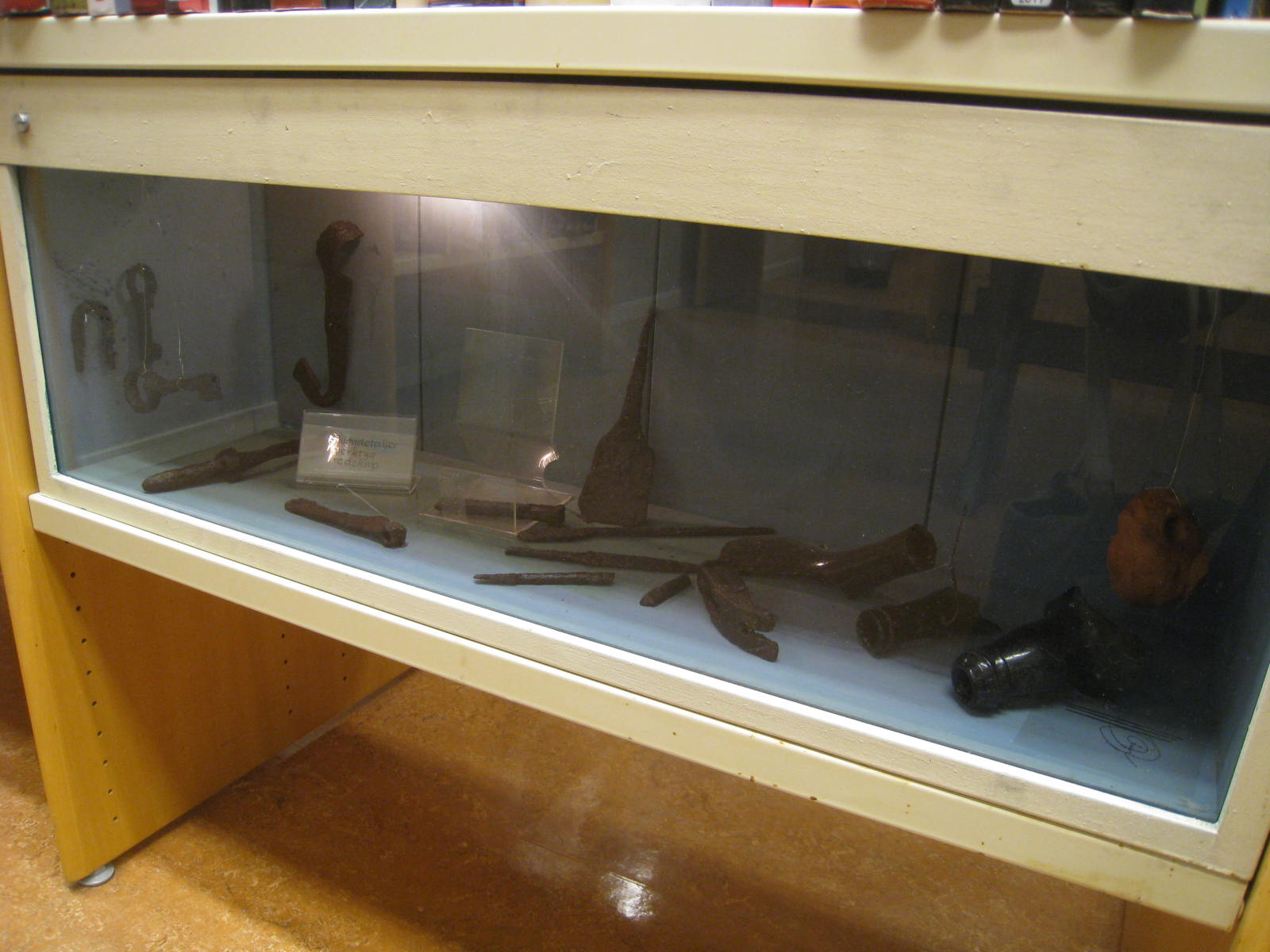
Fragment av glasflaskor. Till vänster på väggen syns "Kroggummans nyckel". Nyckeln skyddade ölet och brännvinet på Koffsans sjökrog.
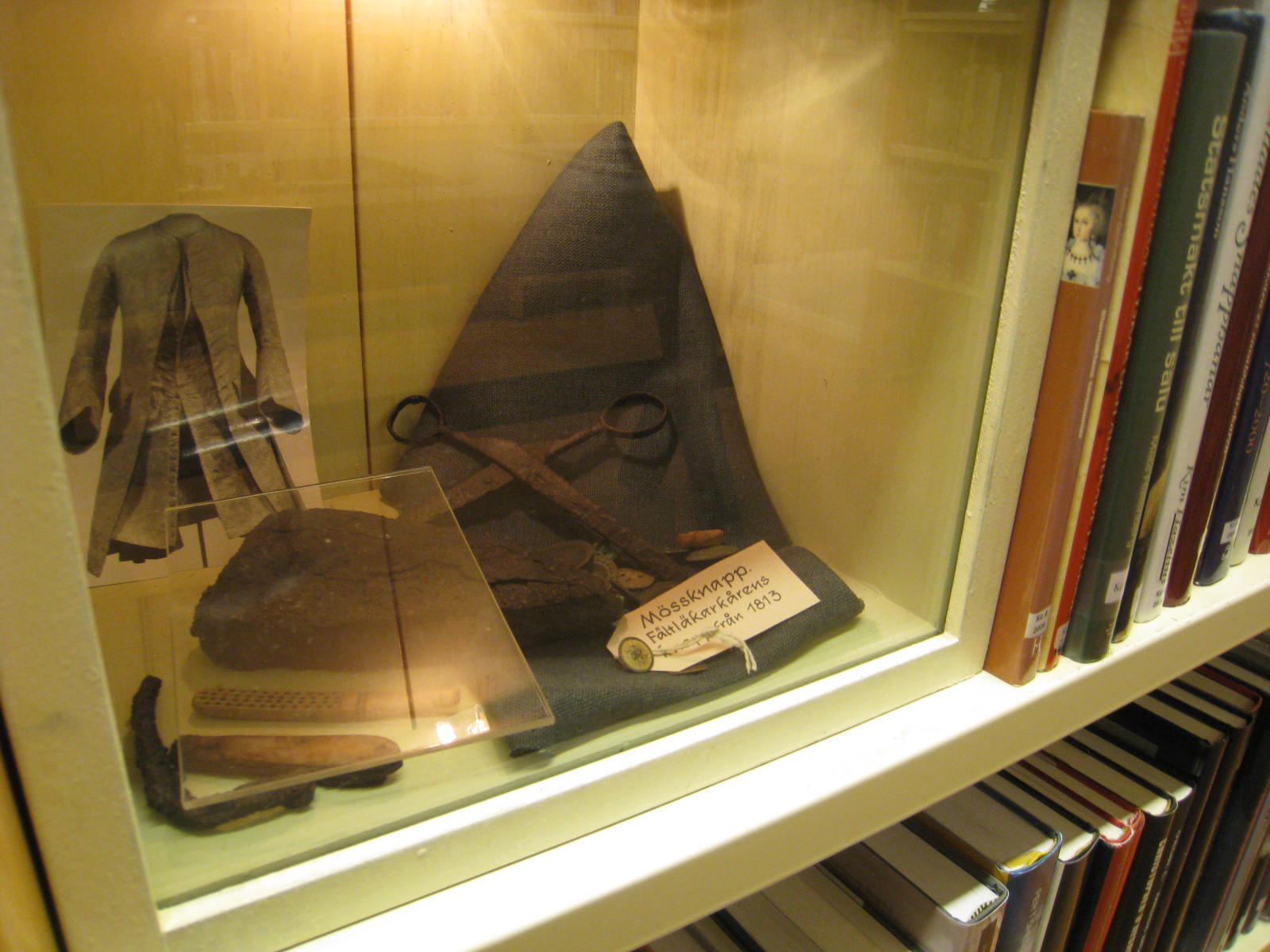
En sax och ett antal knappar återfanns, såsom enkel lerknapp, en välbearbetad hornknapp och militära vapenrocksknappar samt fältläkarkårens mössknapp från 1813.

- "Linnéskåpet".
Hylla I: Linnés Koffsanuppmätning.
Hylla II: Koffsanfloran.
Hylla III: Dagens växtlighet.
Hylla IV: Koffsanväxten.
- Fynd från utgrävningen med bland annat den stora "Koffsanskålen", som är glaserad med piplera, vilket ger ett enkelt men raffinerat mönster mot det röda lergodset, skärven. Bland fynden fanns också en sked från 1800-talet och ett par knivar.
- Fragment av glasflaskor. Till vänster på väggen syns "Kroggummans nyckel". Nyckeln skyddade ölet och brännvinet på Koffsans sjökrog.
- En sax och ett antal knappar återfanns, såsom enkel lerknapp, en välbearbetad hornknapp och militära vapenrocksknappar samt fältläkarkårens mössknapp från 1813.

## Linnémiljö med fynd från sjökrog

Krogmiljön med fönster i handblåst glas.

Museet är utformat som en krogmiljö med bord och bänkar. En del av fynden finns nedsänkta i bordet och övriga fynd finns i montrar, i bokhyllorna. Det lilla museet visar föremål från fynd av de arkeologiska utgrävningarna som ägde rum på den lilla ön Koffsan 1993. Koffsan ligger mellan fastlandet och Skäftingeholmen i Skäftingesundet vid väster om Sandudden i Viksjö.
På 1700-talet var svenskt fönsterglas ofta gröntonat för att under 1800-talet övergå till ljusgrönt och från omkring 1850 till det vita glas vi ser idag.
Glas till fönster började användas av "vanligt folk" först i början av 1700-talet, ofta var man så rädd om glaset att man tog det med sig när man flyttade. De äldre typer av glas som vi finner i Sverige idag är månglas, också kallat kronglas samt cylinderglas och valsat glas. Vid tillverkning av fönsterglas dominerade fram till mitten av 1700-talet kronglas. Först blåste man en stor glaskula som plattades till och fästes mot en puntel (en varm järnstång som smälts samman med glaskulan). Pipan sprängdes loss och öppningen utvidgades genom rotation. Glaskulan påminner i detta läge om en krona (kronglas). Efter fortsatt bearbetning fick man till slut en stor cirkelrund skiva. Den tjockare centrumdelen (oxögat) skars bort och resten delades i två halvmånformiga bitar så kallat "månglas". Att blåsa glasrutor började man med redan under romersk tid och månglasmetoden har sitt ursprung i romartiden och användes ända fram till början av 1800-talet.
Efter kronglas tog cylinderglasblåsningen över och var sedan den dominerande framställningsmetoden fram till mitten på 1900-talet, då fönsterglastillverkningen ersattes av modernare metoder. Metoden att tillverka cylinderglas innebär att en glascylinder tillverkas med munblåsning och svängning. Cylindern skärs sedan upp under uppvärmning så att den öppnas och glider isär på ett plant underlag och blir till en kvadratiskt eller rektangulär fönsterruta. Cylinderglas är en manuell framställd typ av fönsterglas. Idag tillverkas allt glas i Sverige genom floatglasmetoden.

## Bakgrund
På den lilla ön Koffsan fanns det under 1600- och 1700-talen en liten sjökrog som försåg förbipasserande med lite mat och öl. Vid utgrävningen våren 1993 på Koffsan fann man rester av mänsklig verksamhet och dessa spår väckte intresse och nyfikenhet. Fynden på Koffsan är en del av Järfällas historia. Den gamla sjökrogen som Carl von Linné besökte föll för tidens tand någon gång under 1800-talet och resterna dolde under växande jordlager.

## Utgrävningen 1993
Ute på Skäftingeholmen ligger Görvälns vattenverk och år 1993 skulle bron breddas bron för Norrvattens kemikalietransporter till vattenverket. Man bestämde sig då för att behålla de gamla broarna av trä och bygga nya broar intill på samma höjd. Den nya bron över Koffsan hamnade då på sjökrogens gamla husgrund. Då blev det aktuellt med en arkeologisk utgrävning som Norrvatten finansierade. Järfälla Kultur och Norrvatten kom då överens med Länsstyrelsen om att tillsammans göra den arkeologiska utgrävningen av husgrunden. Resterna efter den gamla sjökrogen försvann på 1800-talet och doldes under växande jordlager. Sjökrogen var en historisk rastplats och numera är ön en grönskande ö som har besökts av fiskare, botanister och rastande seglare som slagit sig ner på några övervuxna stenar med kaffe och smörgås.

## Rikliga fynd
Fynden vid den arkeologiska utgrävningen blev rikliga och snart växte en idé om att skapa en permanent utställning inspirerad av Linnés järfällabesök. Det föll sig helt naturligt att placera den vetgirige 1700-talsstudenten på biblioteket i Jakobsberg. Fynden från den gamla krogen som han besökte och Linné själv blandar sig nu på ett självklart sätt med böckerna i hyllorna på historieavdelningen. Det finns tre av fynden, som nytillverkas och passar både som souvenirer och presenter. En av dem är Koffsanskålen, som keramiker Åsa Falkebert från Kallhäll har återskapat. På insidan är skålen glaserad med vit dekor, med mönster och glasyr som var vanliga under 1700-talet. Ett par fat eller tallrikar, som är gröna och blyglaserade, samt en lergök, är också återskapade. Lergöken är av den modell som såldes av lärlingar på marknader.

## Linnés besök på Koffsan
Carl von Linné gjorde ett kort besök på ön Koffsan i Järfälla på en av sina många resor. Men besöket på midsommarafton 1731 har blivit vida känt. Linné var på väg i en postjakt från Uppsala till Stockholm när vinden mojnade så lägligt att de resande var tvungna att gå iland på Koffsan. Ett tjugotal av Linnés studenter var också med på resan. Sjöfolket och studenterna lade sig att sova, eller besökte den närbelägna krogen, medan de väntade på vind. Linné däremot var inte overksam. Han dokumenterade ön Koffsans flora. Linné visste på förhand att här fanns en sådan rikedom på träd och örter som man gärna kunde önska sig på ett så begränsat område.
Vid utgrävningen på Koffsan fann man en hel del lergods, dyrbart flintgods och fajanser från Rörstrands Porslinsfabrik, mynt och 1.200 kritpiphuvuden från 1650-talet till sent 1700-tal, så kallade Snäckpipor och Stockholmspipor. Pipan rökte man tills skaftet var helt av, och i de flesta fall gick av efter hand som man knackade ur pipan, men en del pipor man fann hade det mesta av skaftet kvar. Det tydde på att det vid Koffsans sjökrog var välsituerade herrar, som besökt krogen och som hade råd att spendera pengar på nya rökpipor.
Linné hade listat 58 olika växter på Koffsan, varav 18 användes i dryckes- och matsammanhang, till exempel:
- Rölleka - brännvin, soppor, teer mm
- Malört - magmedicin, brännvin
- Stenfrö - njursten
- Groblad - kokades och åts som kål
- Skelört - värk i leder, morfinliknande effekt
- Lomme - blodstillande mm
- Svinmålla - släkt med spenaten
- Rundhagtorn – bladen användes i te, bären till likör och brännvin
- Hägg - saft, likör och brännvin
- Smultron - röda vinbär, krusbär, blåhallon - för viner, brännvin, likörer och pajer.
- Våtarven - kötträtter, soppor och grytor
- Renfana - krydda i öl och brännvin
- Maskros - vin och som sallad
- Brännässla - teer och i soppor

## Flora Kofsöensis
Vid besöket på Koffsan 1731 var Carl von Linné 24 år gammal. Han samlade ett blad eller en blomma av alla växter han hittade och stegade systematiskt upp ön inom loppet av en halvtimme. Han samlade in 88 stycken växter. På Koffsan testade Linné också sin nya undersökningsmetod, linjetaxering. Senare på midsommaraftonen steg han iland på kajen i Stockholm och då var han klar med beskrivningen av ön Koffsan och de växter, som han samlat där. Det korta besöket i Järfälla resulterade i en dokumentation, som han kallade Flora Kofsöensis. Originalet till denna flora finns numera i London. Genom en avskrift i Uppsala känner vi till vilka växter han träffade på. Där finns också en kortfattad beskrivning av öns beskaffenhet och av de två hopbyggda stugorna. Trots den korta tiden på ön antecknade Linné: "dock törs jag säga att näppeligen någon ört undslapp min hand".